# 반치전폭

반치전폭(FWHM)

반치전폭(半値全幅, full width at half maximum, FWHM, 문화어: 반값너비)은 어떤 함수의 폭을 나타내는 용어로서, 그 함수의 최댓값의 절반이 되는 두 독립변수 값들의 차이로 정의된다. 반치전폭은 신호처리에서 펄스의 지속시간, 통신에서 사용되는 신호의 대역폭 등을 나타내는데 쓰인다. 또한 천문학에서 천체의 겉보기 크기를 나타내는데 쓰이기도 한다. 만약 독립변수가 시간일 경우 full duration at half maximum (FDHM)이라는 용어가 쓰이기도 한다.

## 정의
그림에서와 같이, 어떤 함수가 {\displaystyle x_{\rm {max}}}에서 최댓값 {\displaystyle f_{\rm {max}}}를 가진다고 하자. 이때 {\displaystyle x_{1}}, {\displaystyle x_{2}}에서 함수의 값이 최댓값의 절반으로 감소한다면,
{\displaystyle f(x_{1})=f(x_{2})={\frac {1}{2}}f(x_{\mathrm {max} })\,},
반치전폭은 두 값의 차이인 {\displaystyle |x_{1}-x_{2}|}로 정의된다.

## 예시
- 만약 고려하고 있는 함수가 다음과 같이 정규분포를 따른다고 하자.

{\displaystyle f(x)={\frac {1}{\sigma {\sqrt {2\pi }}}}\exp \left[-{\frac {(x-x_{0})^{2}}{2\sigma ^{2}}}\right]}
여기서 {\displaystyle \sigma }는 표준편차, {\displaystyle x_{0}}는 함수의 평균값을 의미한다. 그러면 이 함수의 반치전폭과 표준편차의 관계는 다음과 같이 주어진다.
{\displaystyle \mathrm {FWHM} =2{\sqrt {2\ln 2}}\;\sigma \approx 2.3548200\;\sigma .}
- 광학이나 솔리톤과 관련하여 많이 쓰이는 분포함수로 hyperbolic secant가 있다.

{\displaystyle f(x)=\operatorname {sech} \left({\frac {x}{X}}\right).}
이 함수의 반치전폭은 다음과 같이 구할 수 있다.
{\displaystyle \mathrm {FWHM} =2\;\operatorname {arcsech} \left({\frac {1}{2}}\right)X=2\ln(2+{\sqrt {3}})\;X\approx 2.634\;X}
여기서 arcsech는 inverse hyperbolic secant을 의미한다.

## 같이 보기
- 가우스 함수

## 참고 문헌
1. ↑  한국천문학회 편 천문학용어집 201쪽 우단 4째줄
2. ↑  Gaussian Function - from Wolfram MathWorld